# Папский университет Святого Креста

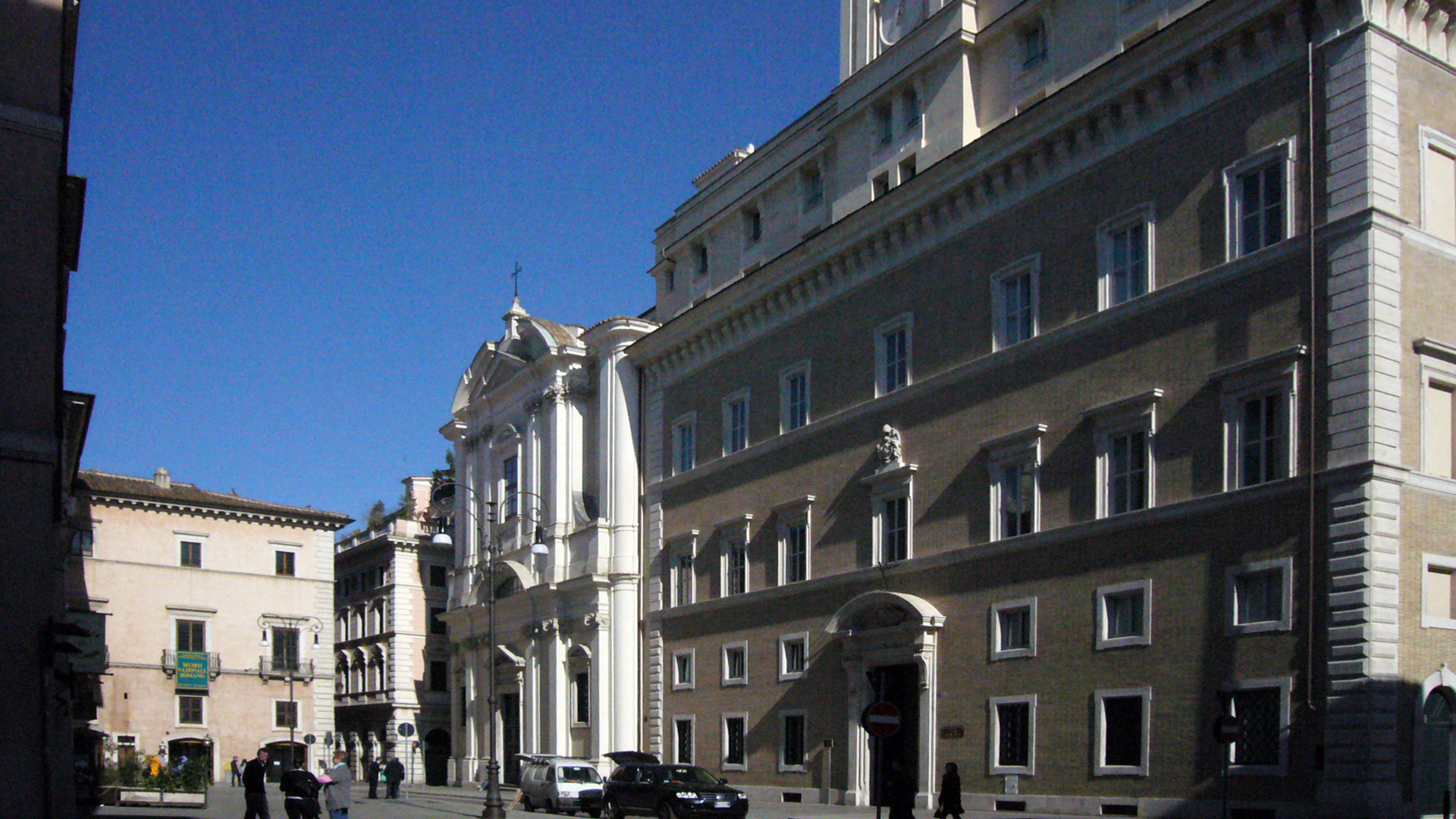
Главное здание университета во дворце Сант-Апполинаре

Папский университет Святого Креста (лат. Pontificia Universitas Sanctae Crucis) — папский университет в Риме, принадлежащий персональной прелатуре Opus Dei. Главное здание университета расположено севернее Пьяцца Навона во дворце Сант-Апполинаре, адрес Пьяцца ди Сант-Апполинаре, 49. Библиотека университета расположена на виа деи Фарнези рядом с Палаццо Фарнезе.

## История
Учебное заведение персональной прелатуры Opus Dei было основано в 1984 году, а 9 января 1985 года Конгрегация католического образования утвердила академический центр Святого Креста в ранге филиала теологического факультета Наваррского университета.
В 1990 году академический центр получил статус независимого университета с правом присваивать учёные степени по философии и богословию. Первоначально университет состоял из двух факультетов — философии и теологии, в 1993 году открыт факультет канонического права, а в 1996 году факультет массовых коммуникаций. В 1998 году папа Иоанн Павел II предоставил университету Святого Креста статус Папского университета.

## Деятельность
Студенты обучаются на четырёх факультетах: теологии, канонического права, философии и массовых коммуникаций. Помимо них при университете также существует Высший институт религиоведения «all’Apollinare» (ISSRA). Своей особой миссией университет видит налаживание диалога между Церковью и современной культурой. Университет выпускает три научных журнала: «Annales Theologici» (факультет теологии), «Ius Ecclesiae» (факультет канонического права) и «Acta Philosophica» (факультет философии).